# Marie Catherine Kneup
Marie Catherine Kneup (née Kremer le 7 juillet 1899 à Grosbliederstroff et morte le 4 octobre 1938 à la prison de Plötzensee à Berlin) est une combattante de la résistance qui a été décapitée pour trahison présumée.
Kneup déménage en 1926 de Grosbliederstroff en Lorraine (France) vers la ville natale de son mari, Kleinblittersdorf, dans la province de Rhénanie de l'autre côté de la Sarre. Elle y trouve un emploi dans la maison d'un espion allemand qui la recrute pour le service d'espionnage. Dans le même temps elle fournit des informations aux services secrets français.
Après que le couple Kneup ait planifié, mais n'ait pas réussi,  à s'introduire chez un chef régional de l'espionnage allemand en 1937, les deux sont arrêtés. Marie Catherine Kneup est condamnée à mort par le Volksgerichtshof pour haute trahison et exécutée l'année suivante.
Son destin et celui de son mari Albert ont inspiré un roman intitulé Spatzenkirschen d'Ellen Widmaier et une pièce radiophonique dans la série de reportages radiophoniques de l'ARD.

## Littérature
- Ellen Widmaier, Spatzencherries, Gollenstein Verlag, Blieskastel 2004,  (ISBN 978-3-935731-71-3)